# Madonnella
Madonnella è un quartiere di Bari, appartenente dal 2014 al I municipio (ex VII circoscrizione).

## Geografia fisica
Il quartiere si trova nelle immediate vicinanze del centro cittadino a meno di 1 km di distanza dallo stesso e confina:
- a nord con la costa Adriatica: Lungomare Araldo di Crollalanza (tra Largo Adua e Piazza Armando Diaz) e il Lungomare Nazario Sauro (tra Piazza Armando Diaz e Via Giuseppe di Vagno);
- a est con il quartiere Japigia: Via Giuseppe di Vagno (tra Lungomare Nazario Sauro e Via Guglielmo Oberdan) e Ponte Giuseppe Garibaldi;
- a sud con il quartiere Japigia: Via Guglielmo Oberdan (tra Ponte Giuseppe Garibaldi, Via Apulia e Via Giovanni Amendola);
- a sud-ovest con il quartiere San Pasquale: Via Giuseppe Capruzzi (tra Via Giovanni Amendola\ Via Emanuele Mola e Via F. Lattanzio);
- a ovest con il Quartiere Umbertino: Largo Adua e Via Abbrescia (tra Lungomare Araldo di Crollalanza e Piazza Nicola Balenzano).

## Storia
Nell'ultimo decennio dell'Ottocento cominciarono a sorgere, a est del quartiere Murat, numerosi agglomerati di case, soprattutto lungo la riva del mare, che ben presto costituirono un nuovo quartiere. Il nome attribuito dall'uso comune fu quello di Madonnella, data la presenza di una rozza immagine di Madonna collocata all'interno di una piccola nicchia, dove vegliava da diversi secoli sui campi che circondavano l'attuale Largo Francesco Carabellese. La vecchia immagine in terracotta della Madonna è probabilmente andata distrutta nel periodo del dopoguerra ma, nel 1956, ne fu collocata una nuova sulla grande edicola in pietra che ancora oggi è possibile osservare al centro del piazzale.
Nel 1927 il comune di Bari, viste le notevoli dimensioni assunte dalla città, decise di ripartirla ufficialmente in quartieri, includendo il rione Madonnella, insieme ai rioni San Pasquale e Carrassi, in un nuovo quartiere a cui venne attribuita la denominazione di "Benito Mussolini". A due mesi dal provvedimento, il 26 marzo 1927, il capo dell'amministrazione cittadina diede atto che la denominazione assegnata al quartiere non poteva essere consentita e deliberò di chiamare "dell'Oriente" il quartiere orientale di Bari. La situazione rimase invariata fino al 1938, quando l'amministrazione decise di effettuare un parziale riassetto dei quartieri cittadini, distaccando il rione Madonnella dal quartiere "dell'Oriente" e unificandolo al quartiere Murat.

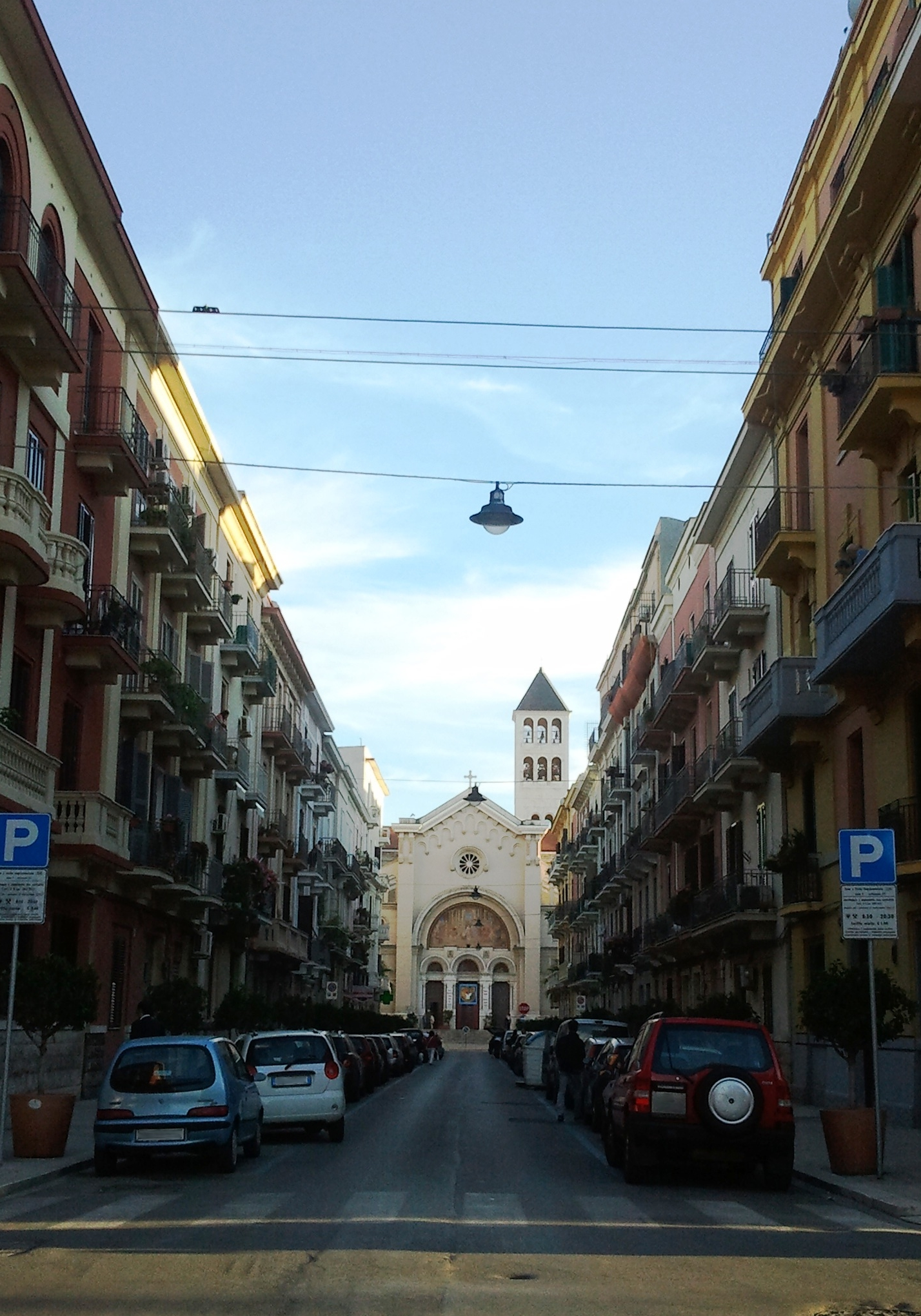
Chiesa parrocchiale di San Giuseppe

In preparazione al censimento generale della popolazione, nel 1951, il Consiglio comunale procedette all'individuazione dei quartieri e dei rioni della città, considerando questi ultimi come porzione dei primi e comprendendo, nel quartiere Madonnella, i rioni Madonnella, Japigia e Mungivacca. Con le deliberazioni del 24 gennaio e del 26 gennaio 1970, il Consiglio comunale tornò ad esaminare l'organizzazione del territorio cittadino, suddividendo Bari in 17 quartieri tra i quali risultò il quartiere Madonnella, che fu infine disgiunto dagli altri rioni, conservando gli attuali confini.
Il quartiere Madonnella si presenta con numerosi edifici in stile Liberty, particolarmente diffuso agli inizi del XX secolo, situati principalmente nella zona a ridosso del quartiere Murat. La zona costruita negli anni trenta è stata invece realizzata secondo lo stile monumentale e lineare del periodo fascista, utilizzato soprattutto per i palazzi adibiti ai pubblici uffici. Tra le costruzioni in stile Liberty sono da ricordare, in Largo Adua, il palazzo "Colonna", dal nome del noto costruttore Luigi Colonna, ed il Teatro Kursaal Santalucia, sede di un elegante locale adibito a spettacoli teatrali e proiezioni cinematografiche, costruiti rispettivamente nel 1925 e nel 1927.
Madonnella si affaccia sul lungomare Nazario Sauro, realizzato tra il 1927 e il 1928, arricchito nel decennio successivo da numerosi edifici pubblici. Degni di nota sono l'Albergo delle Nazioni con l'annesso complesso residenziale INA, progettato dall'architetto Alberto Calza Bini; il Palazzo dell'Amministrazione Provinciale, progettato dall'Ing. Luigi Baffa e inaugurato nel 1935, che ospita la Pinacoteca metropolitana di Bari; il palazzo del Provveditorato alle Opere Pubbliche, inaugurato nel 1934; il palazzo dell'Aeronautica Militare, sede del comando della terza regione aerea, realizzato nel 1935; il palazzo dell'Ispettorato dell'Agricoltura, costruito all'inizio degli anni '40; il palazzo dell'Istituto Nazionale per la Previdenza Sociale, e la Caserma dei Carabinieri "Chiaffredo Bergia", entrambi realizzati sulla base dei canoni architettonici del ventennio fascista.
Nel quartiere Madonnella è inoltre ubicata la nota spiaggia "Pane e Pomodoro", uno dei principali punti di ritrovo estivi della popolazione barese.

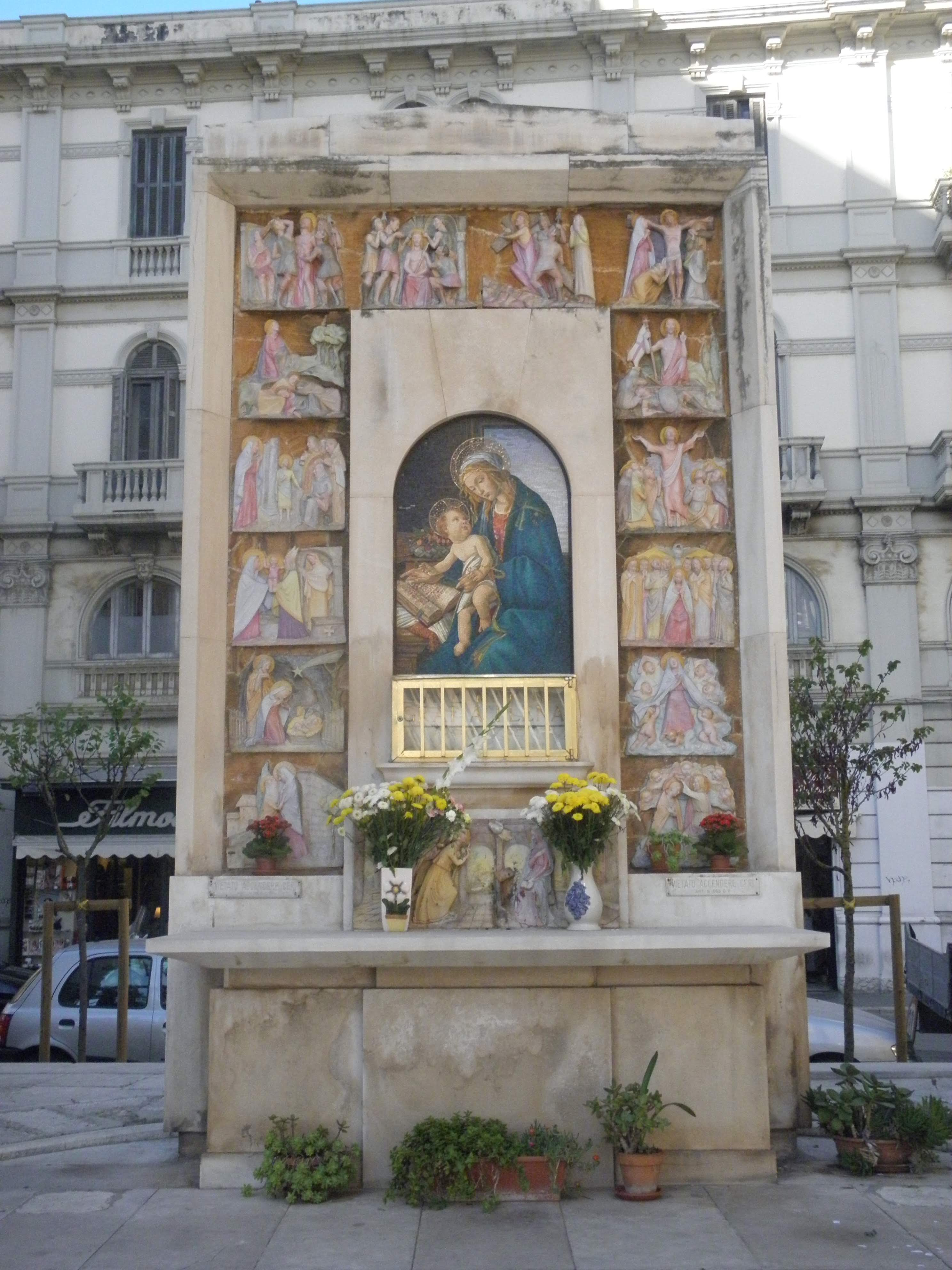
Edicola votiva in Piazza Carabellese

## Monumenti e luoghi d'interesse

### Architetture civili
- Palazzo dell'Aeronautica, su Lungomare Nazario Sauro

## Cultura

### Scuole
- Scuola Elementare Balilla, in Largo Francesco Carabellese
- Scuola Media Matteo Renato Imbriani in Via Imbriani
- Istituto Tecnico Commerciale Cesare Vivante in Piazza Armando Diaz
- Istituto Tecnico Industriale Guglielmo Marconi in Piazza Carlo Poerio; adesso anche sede del liceo scientifico opzione scienze applicate "Margherita Hack"
- Istituto Professionale per l'Industria e l'Artigianato Luigi Santarella in Piazza Antonio Gramsci